# László Budai
László Budai était un footballeur hongrois né le 19 juillet 1928 à Budapest, mort le 2 juillet 1983 à Budapest. Il évoluait au poste d'ailier droit au sein de l'Equipe en Or hongroise des années 50, formant avec ses coéquipiers offensifs (Zoltán Czibor, Ferenc Puskás, Nándor Hidegkuti, Sándor Kocsis), une des plus belles attaques de l'Histoire du football. Pour son poste d'ailier droit, il était en concurrence avec József Tóth (ce dernier ayant d'ailleurs joué la finale de la Coupe du monde 1954 à la place de Budaï).

## Biographie

### En club
László Budai joue principalement en faveur du Budapest Honvéd. Il évolue pendant douze saisons avec ce club.
Il dispute un total de 281 matchs en première division hongroise, inscrivant 74 buts. Il réalise sa meilleure performance lors de la saison 1948-1949, où il marque quinze buts. 
Il remporte au cours de sa carrière, six titres de champion de Hongrie.
Il participe avec le Budapest Honvéd à la Coupe d'Europe des clubs champions en 1956. Son club est opposé à l'Athletic Bilbao. Budai se met en évidence en inscrivant trois buts en deux matchs, ce qui s'avère toutefois insuffisant pour remporter la double confrontation.

### En équipe nationale
László Budai reçoit 39 sélections en équipe de Hongrie entre 1949 et 1959, inscrivant dix buts.
Il joue son premier match en équipe nationale le 8 mai 1949, contre l'Autriche (victoire 6-1 à Budapest). Il inscrit son premier but le 19 juin 1949, contre la Suède (match nul 2-2 à Solna). Il marque son deuxième but le 30 octobre de la même année, face à la Bulgarie (victoire 5-0 à Budapest).
Le 24 septembre 1950, il se met en évidence en marquant quatre buts face à l'Albanie. Son équipe l'emporte alors sur le score sans appel de 12-0. Il participe ensuite aux Jeux olympiques d'été de 1952 organisés en Finlande. Lors du tournoi olympique, il ne joue qu'un seul match, face à la Roumanie (victoire 2-1 à Turku). La Hongrie remportera la médaille d'or, en battant la Yougoslavie en finale.
Le 5 juillet 1953, il marque son septième but avec la Hongrie, contre la Suède (victoire 2-4 à Solna). Par la suite, en juin 1954, il dispute la Coupe du monde qui se déroule en Suisse. Lors de ce mondial, il joue deux matchs, tout d'abord en phase de groupe contre la Corée du Sud (victoire 0-9), puis en demi-finale contre l'Uruguay (victoire 2-4). La Hongrie s'inclinera en finale face à l'Allemagne, Budai ne figurant pas sur la feuille de match. Après le mondial, il inscrit un nouveau but, face à la Roumanie (victoire 5-1 à Budaspest).
Le 3 juin 1956, il marque son neuvième but en équipe nationale, face à la Belgique (défaite 5-4 à Bruxelles). Par la suite, en juin 1958, il dispute sa deuxième Coupe du monde. Lors du mondial organisé en Suède, il joue deux matchs, contre le Mexique (victoire 0-4), et le Pays de Galles (défaite 1-2).
Après le mondial, il inscrit son dixième et dernier but en équipe nationale, face à la Pologne (victoire 1-3). Il est ensuite capitaine de la sélection à deux reprises, contre l'Union soviétique et la Yougoslavie. Il joue son dernier match avec la Hongrie le 1er mai 1959, contre l'Allemagne de l'Est (victoire 0-1 à Dresde).

## Palmarès

### En équipe nationale
- Médaille d'Or aux Jeux Olympiques d'été de 1952 avec l'équipe de Hongrie
- Finaliste de la Coupe du monde en 1954 avec l'équipe de Hongrie

### En club
- Champion de Hongrie en 1949 avec le Ferencváros TC ; en 1950, 1952,  1954, 1955 et 1956 avec le Budapest Honvéd
- Vice-champion de Hongrie en 1950 avec l'ÉDOSz Budapest ; en 1951, 1953 et 1958 avec le Budapest Honvéd
- Finaliste de la Coupe de Hongrie en 1955 avec le Budapest Honvéd

## Hommages
Un stade situé à Budapest est nommé Stade László Budai II en son honneur.